# Будимир (Брянская область)
Будимир — посёлок в Трубчевском районе Брянской области в составе Селецкого сельского поселения.

## География
Находится в южной части Брянской области на расстоянии приблизительно 16 км на юго-запад по прямой от районного центра города Трубчевск.

## История
Упоминается с 1920-х годов. В середине XX века работал колхоз «Третья Пятилетка».

## Население
Численность населения: 152 человека (1926), 39 (русские 100 %) в 2002 году, 2 в 2010.